# Kojo Mensah-Bonsu
Kojo Nana Kwadjwo Mensah-Bonsu (Londra, 13 maggio 1976) è un ex cestista britannico.
È il fratello di Pops Mensah-Bonsu.